# Elephantulus intufi
Elephantulus intufi es una especie de mamífero afroterio del orden Macroscelidea. Se encuentra en Angola, Botsuana, Namibia y Sudáfrica. Sus hábitats naturales son matorrales secos subtropicales o tropicales y los desiertos cálidos.